# NGC 1500
NGC 1500 est une lointaine et très vaste galaxie lenticulaire située dans la constellation de la Dorade. NGC 1500 a été découverte par l'astronome britannique John Herschel en 1837.

## Caractéristiques
Sa vitesse par rapport au fond diffus cosmologique est de 10 079 ± 8 km/s, ce qui correspond à une distance de Hubble de 149 ± 10 Mpc (∼486 millions d'al).
À ce jour, deux mesures non basées sur le décalage vers le rouge (redshift) donnent une distance de 153,500 ± 2,121 Mpc (∼501 millions d'al), ce qui est à l'intérieur des valeurs de la distance de Hubble.